# Lista de atletas brasileiros nos Jogos Olímpicos de Verão de 1968
A lista a seguir discrimina os atletas brasileiros que participaram da México 1968, independentemente de terem logrado êxito na busca por medalhas.
Nos Jogos Olímpicos de Verão de 1968, os Jogos de número XIX, na Cidade do México, no México, o Brasil participou de sua décima Olimpíada com 81 atletas, sendo 77 homens e 4 mulheres, em 13 esportes: atletismo, basquetebol, boxe, hipismo, esgrima, futebol, remo, vela, tiro esportivo, natação, voleibol, polo aquático e levantamento de peso. Também marcou presença estreando nos torneios de tênis que retornavam ao programa Olímpico como esporte de demonstração e exibição. O país conquistou 3 medalhas oficiais.
Subsedes:
Além da Cidade do México, o torneio de futebol também ocorreu nas subsedes de Puebla, León e Guadalajara que também foi subsede para o torneio de demonstração do tênis; Cingapura, que estava pela primeira vez competindo como estado independente, foi prestigiada como subsede para algumas provas de três esportes: Atletismo, canoagem e remo; Acapulco (pelota basca e vela); Valle de Bravo (hipismo); Xochimilco (canoagem e remo).
Paulo Roberto de Assis chefiou a delegação em que o atleta Nélson Prudêncio conquistou a terceira medalha do Brasil no "salto triplo", desta vez uma prata, após as duas medalhas de ouro anteriores de Adhemar Ferreira da Silva.
Sobre os bronzes, o pugilista Servílio de Oliveira conseguiu o primeiro êxito brasileiro do boxe Olímpico no "peso mosca" e a dupla de velejadores da "classe flying dutchman", Burkhard Cordes e Reinaldo Conrad, conquistou a primeira medalha Olímpica também para a história do iatismo brasileiro.
Outros destaques:
No "basquete masculino" a seleção novamente treinada por Renato Miguel Gaia Brito Cunha, com a mesma base da medalha de bronze dos Jogos anteriores, chegou à fase final, terminando o torneio em 4.° lugar; o nadador José Sylvio Fiolo avançou às finais dos "100 metros peito", terminando também na 4.ª colocação; um trio misto disputou o hipismo na prova de "saltos" com uma amazona e dois cavaleiros (Lúcia Faria, José Fernandez e Nelson Pessoa); a seleção de "futebol" treinada por Celso Marão parou mais uma vez na fase de grupos e tinha no elenco nomes como Manoel Maria e Fernando Ferretti; no remo, a dupla do "esquife duplo" avançou às finais e terminou em 7.° lugar; na vela, as outras duas classes com brasileiros chegaram com chances à regata da medalha e terminaram em 9.° na "finn" e 7.° na "star"; no "vôlei" os brasileiros voltaram a disputar treinados por Paulo Matta, mas dessa vez terminaram em 9.° tendo no elenco Moreno, Feitosa, Volpi, Dunlop e Gérson Albino; entre as brasileiras, ainda participaram do "atletismo" as esportistas Irenice Maria Rodrigues, Maria da Conceição Cipriano (que nas finais do "salto em altura" chegou em 11.° lugar) e Aída dos Santos, esta em sua 2.ª Olimpíada; uma 5.ª mulher brasileira, Suzana Petersen Gesteira, esteve presente nessa edição, competindo nos torneios de "tênis", mas como esporte de exibição e demonstração. O torneio de tênis nos Jogos de 1968 marcava o retorno do esporte ao programa Olímpico de Verão. Foram disputados dois torneios: um como esporte de demonstração (estava incluído na programa oficial dos Jogos, mas as medalhas não são computadas no quadro oficial de medalhas) e o outro como um esportes de exibição (não estava incluído na programa oficial dos Jogos e nem as medalhas são computadas no quadro oficial de medalhas). Ambos os torneios foram disputados nas versões simples masculino, simples feminino, duplas masculino, duplas feminino e duplas misto. As partidas foram disputadas na Cidade do México e também em Guadalajara. Suzana esteve presente em seis disputas, duas de simples e quatro formando duplas com a mexicana Cecilia Rosado, com a equatoriana María Eugenia Guzmán, com o italiano Massimo Di Domenico e com o soviético Teimuraz Kakulia, conquistando 3 medalhas de bronze.  Não fosse como demonstração e exibição, Suzana seria a primeira mulher brasileira a ganhar medalhas e a primeira a conquistar três pódios, todos em uma única edição.
Sendo assim, oficialmente nessa edição nenhum atleta se tornou medalhista múltiplo e a lista permaneceu inalterada com 11 atletas (Vide seção "Multimedalhistas").
Abaixo segue a relação dos esportistas brasileiros participantes da México 1968.

## Atletismo
Masculino
Eventos de campo
| Atleta           | Modalidade   | Qualificação | Qualificação | Final     | Final     | Referência(s) |
| Atleta           | Modalidade   | Resultado    | Colocação    | Resultado | Colocação | Referência(s) |
| ---------------- | ------------ | ------------ | ------------ | --------- | --------- | ------------- |
| Nélson Prudêncio | salto triplo | 16.46        | 4.° Q        | 17.27     | 2.°       | [ 8 ]         |

Feminino
Eventos de pista e de estrada
| Atleta                  | Modalidade | Qualificação | Qualificação | Quartas de final | Quartas de final | Semifinal   | Semifinal   | Final       | Final     | Referência(s) |
| Atleta                  | Modalidade | Resultado    | Colocação    | Resultado        | Colocação        | Resultado   | Colocação   | Resultado   | Colocação | Referência(s) |
| ----------------------- | ---------- | ------------ | ------------ | ---------------- | ---------------- | ----------- | ----------- | ----------- | --------- | ------------- |
| Irenice Maria Rodrigues | 400 m      | DNS          | 8.°          | _                | _                | Não avançou | Não avançou | Não avançou | =30.°     | [ 9 ]         |
| Irenice Maria Rodrigues | 800 m      | DNS          | 7.°          | _                | _                | Não avançou | Não avançou | Não avançou | =25.°     | [ 10 ]        |

Eventos de campo
| Atleta                      | Modalidade      | Qualificação | Qualificação | Final     | Final     | Referência(s) |
| Atleta                      | Modalidade      | Resultado    | Colocação    | Resultado | Colocação | Referência(s) |
| --------------------------- | --------------- | ------------ | ------------ | --------- | --------- | ------------- |
| Maria da Conceição Cipriano | salto em altura | 1.74         | =9.° Q       | 1.71      | 11.°      | [ 11 ]        |

Eventos combinados
| Atleta          | Modalidade | 80 m com barreiras  | arremesso de peso   | salto em altura     | salto em distância  | 200 m               | Final                      | Referência(s) |
| Atleta          | Modalidade | Resultado Colocação | Resultado Colocação | Resultado Colocação | Resultado Colocação | Resultado Colocação | Pontos Resultado Colocação | Referência(s) |
| --------------- | ---------- | ------------------- | ------------------- | ------------------- | ------------------- | ------------------- | -------------------------- | ------------- |
| Aída dos Santos | pentatlo   | 11.60 =23.°         | 12.41 =9.°          | 1.59 =11.°          | 5.50 =28.°          | 24.90 =13.°         | 4578.00 20.°               | [ 12 ]        |

## Basquetebol
Masculino
Primeira fase
Grupo B
| V |  | Brasil | 98–52 | Marrocos |  |  |  |

| V |  | Brasil | 75–59 | Bulgária |  |  |  |

| V |  | Brasil | 60–53 | México |  |  |  |

| V |  | Brasil | 88–51 | Polónia |  |  |  |

| V |  | Brasil | 91–59 | Coreia do Sul |  |  |  |

| V |  | Brasil | 84–68 | Cuba |  |  |  |

| D |  | União Soviética | 76–65 | Brasil |  |  |  |

Colocação no grupo: 2.° Q
Tabela - Grupo B
| Equipe          | Viórias | Derrotas | Pontos pró | Pontos contra | Saldo de pontos | Pontuação |
| --------------- | ------- | -------- | ---------- | ------------- | --------------- | --------- |
| União Soviética | 7       | 0        | 642        | 408           | +234            | 14        |
| Brasil          | 6       | 1        | 561        | 418           | +143            | 13        |
| México          | 5       | 2        | 493        | 443           | +50             | 12        |
| Polónia         | 4       | 3        | 473        | 504           | -31             | 11        |
| Bulgária        | 3       | 4        | 456        | 478           | -22             | 10        |
| Cuba            | 2       | 5        | 514        | 532           | -18             | 9         |
| Coreia do Sul   | 1       | 6        | 453        | 530           | -77             | 8         |
| Marrocos        | 0       | 7        | 355        | 634           | -279            | 7         |

|  | Classificados para as semifinais |
|  | Disputa de 5.° a 8.°             |
|  | Disputa de 9.° a 12.°            |
|  | Disputa de 13.° a 16.°           |

Semifinal
| D |  | Estados Unidos | 75–63 | Brasil |  |  |  |

Decisão do 3.° lugar
| D |  | União Soviética | 70–53 | Brasil |  |  |  |

Colocação final: 4.°
Equipe:
Antônio Sucar
Carlos Mosquito
Carmo Rosa Branca
Celso Luiz Scarpini
Edvar Simões
Hélio Rubens
José Joy
Luiz Cláudio Menon
Sérgio Macarrão
Ubiratan Maciel
Wlamir Marques
Zé Geraldo de Castro

Referência(s): 

## Boxe
Masculino
| Atleta                  | Modalidade      | 1ª Rodada            | 2ª Rodada                        | 3ª Rodada               | Quartas de Final         | Semifinal                 | Final                | Classificação | Referência(s) |
| Atleta                  | Modalidade      | Adversário Resultado | Adversário Resultado             | Adversário Resultado    | Adversário Resultado     | Adversário Resultado      | Adversário Resultado | Classificação | Referência(s) |
| ----------------------- | --------------- | -------------------- | -------------------------------- | ----------------------- | ------------------------ | ------------------------- | -------------------- | ------------- | ------------- |
| Servílio de Oliveira    | peso mosca      | Bye                  | TUR Engin Yadigar V 3-2          | _                       | GHA Joseph Destimo V 5-0 | MEX Ricardo Delgado D 0-5 | Não houve            | =3.°          | [ 14 ]        |
| Expedito Alencar Arrais | peso meio-médio | BYE                  | ETH Tadesse Gebregiorgis V TKO-1 | GDR Manfred Wolke D 0-5 | Não avançou              | Não avançou               | Não avançou          | =9.°          | [ 15 ]        |

## Hipismo
Aberto
Concurso de saltos
| Atleta                                                         | Cavalo                      | Modalidade        | Rodada 1              | Rodada 2              | Total                 | Referência(s) |
| Atleta                                                         | Cavalo                      | Modalidade        | Penalidades Colocação | Penalidades Colocação | Penalidades Colocação | Referência(s) |
| -------------------------------------------------------------- | --------------------------- | ----------------- | --------------------- | --------------------- | --------------------- | ------------- |
| Lúcia Faria                                                    | Rush du Camp                | saltos individual | 7.25 8.°              | 12.00 =11.°           | 19.25 12.°            | [ 16 ]        |
| Nelson Pessoa Filho                                            | Pass Op                     | saltos individual | 8.00 =9.°             | 16.00 =16.°           | 24.00 16.°            | [ 16 ]        |
| José Roberto Reynoso Fernandez                                 | Cantal                      | saltos individual | 23.25 33.°            | DNQ                   | 33.°                  | [ 16 ]        |
| José Roberto Reynoso Fernandez Lúcia Faria Nelson Pessoa Filho | Cantal Rush du Camp Pass Op | saltos equipe     | 81.00 9.°             | 57.00 4.°             | 138.00 7.°            | [ 17 ]        |

## Esgrima
Masculino
| Atleta                                                                                       | Modalidade        | Rodada 1                                         | Rodada 1  | Rodada 2      | Rodada 2    | Quartas de final            | Quartas de final | Semifinal            | Semifinal   | Final                | Final     | Referência(s) |
| Atleta                                                                                       | Modalidade        | Resultado                                        | Colocação | Resultado     | Colocação   | Adversário Resultado        | Colocação        | Adversário Resultado | Colocação   | Adversário Resultado | Colocação | Referência(s) |
| -------------------------------------------------------------------------------------------- | ----------------- | ------------------------------------------------ | --------- | ------------- | ----------- | --------------------------- | ---------------- | -------------------- | ----------- | -------------------- | --------- | ------------- |
| Carlos do Couto                                                                              | espada            | Grupo 8 3v-2d                                    | 4.° Q     | Grupo 8 4v-1d | 2.° Q       | AUT Herbert Polzhuber D 0-2 | =25.°            | Não avançou          | Não avançou | Não avançou          | =25.°     | [ 18 ]        |
| Arthur Cramer Ribeiro                                                                        | espada            | Grupo 12 2v-3d                                   | 5.°       | Não avançou   | Não avançou | Não avançou                 | Não avançou      | Não avançou          | Não avançou | Não avançou          | =48.°     | [ 18 ]        |
| Darío Amaral                                                                                 | espada            | Grupo 3 1v-4d                                    | 6.°       | Não avançou   | Não avançou | Não avançou                 | Não avançou      | Não avançou          | Não avançou | Não avançou          | =60.°     | [ 18 ]        |
| Arthur Cramer Ribeiro Carlos do Couto Darío Amaral José Maria Pereira Eric Marques (reserva) | espada por equipe | Grupo 5 ITA Itália D 2-14 GBR Grã-Bretanha D 6-8 | 3.°       | Não avançou   | Não avançou | Não avançou                 | Não avançou      | Não avançou          | Não avançou | Não avançou          | 13.°      | [ 19 ]        |

## Futebol
Masculino
Primeira fase
Grupo C
| D |  | Espanha | 1–0 | Brasil |  |  |  |

| E |  | Brasil | 1–1 | Japão |  |  |  |

| E |  | Nigéria | 3–3 | Brasil |  |  |  |

Colocação no grupo: 3.° - Não avançou
Tabela - Grupo C
| Equipe  | Jogos | Vitórias | Empates | Derrotas | Gols pró | Gols contra | Saldo de gols | Pontos |
| ------- | ----- | -------- | ------- | -------- | -------- | ----------- | ------------- | ------ |
| Espanha | 3     | 2        | 1       | 0        | 4        | 0           | +4            | 5      |
| Japão   | 3     | 1        | 2       | 0        | 4        | 2           | +2            | 4      |
| Brasil  | 3     | 0        | 2       | 1        | 4        | 5           | -1            | 2      |
| Nigéria | 3     | 0        | 1       | 2        | 4        | 9           | -5            | 1      |

|  | Classificados para as quartas de final |

Colocação final: =9.°
Equipe:
Ademir Ueta China
Arnaldo de Mattos
Cláudio Norberto Deodato
Daniel Euclides Moreno
Fernando Ferretti
Getúlio Pedro da Cruz
Hamilton Chance Rúbio
João Almeida
Jorge Alves da Silva
José Dutra
Lauro de Mello
Luiz Henrique Byron
Manoel Maria
Miguel Ferreira
Plínio Godoy
Raul Marcel Barreto
Tião da Silva
Toninho de Jesus

Referência(s):  

## Remo
Masculino
| Atleta                    | Modalidade    | Eliminatórias | Eliminatórias | Repescagem | Repescagem | Semifinal | Semifinal | Final B   | Final B   | Colocação final | Referência(s) |
| Atleta                    | Modalidade    | Resultado     | Colocação     | Resultado  | Colocação  | Resultado | Colocação | Resultado | Colocação | Colocação final | Referência(s) |
| ------------------------- | ------------- | ------------- | ------------- | ---------- | ---------- | --------- | --------- | --------- | --------- | --------------- | ------------- |
| Edgard Gijsen Harri Klein | esquife duplo | 7:16.70       | 5.° R         | 7:08.46    | 2.° Q      | 7:17.08   | 5.°       | 7:04.13   | 1.°       | 7.°             | [ 22 ]        |

## Vela
Aberto
| Atleta                                                | Modalidade      | Regatas             | Regatas             | Regatas             | Regatas             | Regatas             | Regatas             | Regatas               | Colocação final     | Referência(s) |
| Atleta                                                | Modalidade      | 1                   | 2                   | 3                   | 4                   | 5                   | 6                   | 7 (regata da medalha) | Colocação final     | Referência(s) |
| Atleta                                                | Modalidade      | Pontuação Colocação | Pontuação Colocação | Pontuação Colocação | Pontuação Colocação | Pontuação Colocação | Pontuação Colocação | Pontuação Colocação   | Pontuação Colocação | Referência(s) |
| ----------------------------------------------------- | --------------- | ------------------- | ------------------- | ------------------- | ------------------- | ------------------- | ------------------- | --------------------- | ------------------- | ------------- |
| Jörg Bruder                                           | classe finn     | 13.00 7.°           | 8.00 4.°            | 42.00 DNF =33.°     | 18.00 12.°          | 20.00 14.°          | 18.00 12.°          | 13.00 7.°             | 132.00/90.00 9.°    | [ 23 ]        |
| Axel Frederik Preben-Schmidt Erik Oluf Preben-Schmidt | classe star     | 24.00 18.°          | 14.00 8.°           | 23.00 17.°          | 23.00 17.°          | 5.70 3.°            | 3.00 2.°            | 5.70 3.°              | 98.4/74.40 7.°      | [ 24 ]        |
| Burkhard Cordes Reinaldo Conrad                       | flying dutchman | 20.00 14.°          | 13.00 7.°           | 8.00 4.°            | 5.70 3.°            | 5.70 3.°            | 16.00 10.°          | 0.00 1.°              | 68.40/48.40 3.°     | [ 25 ]        |

## Tiro esportivo
Masculino
| Atleta           | Modalidade               | Resultado | Colocação | Referência(s) |
| ---------------- | ------------------------ | --------- | --------- | ------------- |
| Durval Guimarães | pistola livre 50 m       | 524.00    | 55.°      | [ 26 ]        |
| Durval Guimarães | carabina deitado 50 m    | 589.00    | 39.°      | [ 27 ]        |
| Edmar de Salles  | carabina deitado 50 m    | 590.00    | 34.°      | [ 27 ]        |
| Edmar de Salles  | carabina 3 posições 50 m | 1077.00   | 55.°      | [ 28 ]        |

## Natação
Masculino
| Atleta                                                                           | Modalidade           | Eliminatória | Eliminatória | Semifinal   | Semifinal   | Final       | Final     | Referência(s) |
| Atleta                                                                           | Modalidade           | Resultado    | Colocação    | Resultado   | Colocação   | Resultado   | Colocação | Referência(s) |
| -------------------------------------------------------------------------------- | -------------------- | ------------ | ------------ | ----------- | ----------- | ----------- | --------- | ------------- |
| José Roberto Aranha                                                              | 100 m livre          | 56.80        | 4.°          | Não avançou | Não avançou | Não avançou | 37.°      | [ 29 ]        |
| José Roberto Aranha                                                              | 200 m livre          | DNS          | 7.°          | Não avançou | Não avançou | Não avançou | =58.°     | [ 30 ]        |
| César Augusto Filardi                                                            | 100 m costas         | 1:04.60      | 5.°          | Não avançou | Não avançou | Não avançou | =22.°     | [ 31 ]        |
| César Augusto Filardi                                                            | 200 m costas         | DNS          | 5.°          | Não avançou | Não avançou | Não avançou | =31.°     | [ 32 ]        |
| José Sylvio Fiolo                                                                | 100 m peito          | 1:09.50      | 1.° Q        | 1:08.60     | 3.° Q       | 1:08.10     | 4.°       | [ 33 ]        |
| José Sylvio Fiolo                                                                | 200 m peito          | 2:42.10      | 5.°          | Não avançou | Não avançou | Não avançou | 26.°      | [ 34 ]        |
| João Reinaldo Nikita                                                             | 100 metros borboleta | 1:02.30      | 5.°          | Não avançou | Não avançou | Não avançou | =36.°     | [ 35 ]        |
| João Reinaldo Nikita                                                             | 200 metros borboleta | DNS          | 6.°          | Não avançou | Não avançou | Não avançou | =31.°     | [ 36 ]        |
| César Augusto Filardi João Reinaldo Nikita José Roberto Aranha José Sylvio Fiolo | 4×100 m medley       | 4:11.10      | 6.°          | Não avançou | Não avançou | Não avançou | 14.°      | [ 37 ]        |

## Voleibol
Masculino
Pontos corridos
| D |  | Bélgica | 3–1 | Brasil | (15-7•16-14•9-15•15-6) |  |  |

| D |  | União Soviética | 3–0 | Brasil | (11-15•15-2•15-9) |  |  |

| D |  | Estados Unidos | 3–0 | Brasil | (15-12•15-7•15-10) |  |  |

| D |  | Tchecoslováquia | 3–2 | Brasil | (15-12•15-10•13-15•13-15•15-9) |  |  |

| D |  | Bulgária | 3–0 | Brasil | (15-8•18-16•15-3) |  |  |

| D |  | Polónia | 3–0 | Brasil | (15-12•15-4•15-7) |  |  |

| D |  | Alemanha Oriental | 3–1 | Brasil | (15-13•15-7•14-16•15-12) |  |  |

| D |  | Japão | 3–0 | Brasil | (15-8•15-11•15-12) |  |  |

| V |  | Brasil | 3–1 | México | (14-16•15-6•17-15•15-8) |  |  |

Tabela - Pontos corridos
| Equipe            | Jogos | Vitórias | Derrotas | Sets pró | Sets contra | Pontos | Saldo de sets |
| ----------------- | ----- | -------- | -------- | -------- | ----------- | ------ | ------------- |
| União Soviética   | 9     | 8        | 1        | 26       | 8           | 16     | +18           |
| Japão             | 9     | 7        | 2        | 24       | 6           | 16     | +18           |
| Tchecoslováquia   | 9     | 7        | 2        | 22       | 15          | 14     | +7            |
| Alemanha Oriental | 9     | 6        | 3        | 22       | 12          | 12     | +10           |
| Polónia           | 9     | 6        | 3        | 18       | 11          | 10     | +7            |
| Bulgária          | 9     | 4        | 5        | 16       | 17          | 8      | -1            |
| Estados Unidos    | 9     | 4        | 5        | 15       | 18          | 6      | -3            |
| Bélgica           | 9     | 2        | 7        | 6        | 24          | 4      | -18           |
| Brasil            | 9     | 1        | 8        | 8        | 25          | 4      | -17           |
| México            | 9     | 0        | 9        | 6        | 27          | 0      | -21           |

Colocação final: 9.°
Equipe:
Antônio Carlos Moreno
Carlos Eduardo Albano Feitosa
Décio Viotti de Azevedo
Gérson Albino Schuch
João Ernesto Jens
Jorge Américo Oliveira Souza
José Maria Schwartz da Costa
Marco Antônio Volpi
Mário Stiebler Dunlop
Paulo Roberto Peterle
Sérgio Pedro Pinheiro
Victor Barcellos Borges

Referência(s): 

## Polo aquático
Masculino
Primeira fase
Grupo A
| D | Rússia | 8–2 | Brasil |  |

| D | Cuba | 9–2 | Brasil |  |

| D | Alemanha Ocidental | 10–5 | Brasil |  |

| E | Espanha | 6–6 | Brasil |  |

| D | Hungria | 8–2 | Brasil |  |

| D | Estados Unidos | 10–5 | Brasil |  |

Colocação no grupo: 7.°
Tabela - Grupo A
| Equipe             | Jogos | Vitórias | Empates | Derrotas | Gols pró | Gols contra | Saldo de gols | Pontos |
| ------------------ | ----- | -------- | ------- | -------- | -------- | ----------- | ------------- | ------ |
| Hungria            | 6     | 6        | 0       | 0        | 39       | 25          | +14           | 12     |
| Rússia             | 6     | 5        | 0       | 1        | 43       | 18          | +25           | 10     |
| Estados Unidos     | 6     | 3        | 1       | 2        | 37       | 36          | +1            | 7      |
| Cuba               | 6     | 3        | 1       | 2        | 31       | 35          | -4            | 7      |
| Alemanha Ocidental | 6     | 2        | 0       | 4        | 33       | 34          | -1            | 4      |
| Espanha            | 6     | 0        | 1       | 5        | 20       | 37          | -17           | 1      |
| Brasil             | 6     | 0        | 1       | 5        | 22       | 51          | -29           | 1      |

|  | Classificados para as semifinais |
|  | disputa de 5.° a 8.°             |
|  | disputa de 9.° a 12.°            |
|  | disputa de 13.° a 15.°           |

Torneio de 13.° a 15.°
| V | Brasil | 5–3 | República Árabe Unida |  |

Disputa do 13.° lugar
| V | Brasil | 5–2 | Grécia |  |

Colocação final: 13.°
Equipe:
Aluísio Marsili
Álvaro Roberto de Ávila Pires
Arnaldo Marsili
Cláudio Lima
Fernando Sandoval
Henrique Filellini
Ivo Kesselring Carotini
João Gonçalves Filho
Marco Antônio de Viçoso
Pedro Pinciroli Júnior

Referência(s): 

## Levantamento de peso
Masculino
| Atleta                  | Modalidade             | Pressão militar | Pressão militar | Arranco   | Arranco   | Arremesso | Arremesso | Total  | Colocação final | Referência(s) |
| Atleta                  | Modalidade             | Resultado       | Colocação       | Resultado | Colocação | Resultado | Colocação | Total  | Colocação final | Referência(s) |
| ----------------------- | ---------------------- | --------------- | --------------- | --------- | --------- | --------- | --------- | ------ | --------------- | ------------- |
| Luiz Gonzaga de Almeida | peso médio (até 75 kg) | 137.50          | =8.°            | 115.00    | =15.°     | 155.00    | 15.°      | 407.50 | 13.°            | [ 40 ]        |

## Tênis- Torneio de demonstração
Guadalajara
Feminino
| Atleta                                     | Modalidade | Oitavas de final                                     | Quartas de final     | Semifinal            | Final                | Colocação | Referência(s) |
| Atleta                                     | Modalidade | Adversário Resultado                                 | Adversário Resultado | Adversário Resultado | Adversário Resultado | Colocação | Referência(s) |
| ------------------------------------------ | ---------- | ---------------------------------------------------- | -------------------- | -------------------- | -------------------- | --------- | ------------- |
| Suzana Petersen                            | simples    | USA Julie Heldman D 0-2 (1-6•2-6)                    | Não avançou          | Não avançou          | Não avançou          | =9.°      | [ 41 ]        |
| Suzana Petersen · Cecilia Rosado ( México) | duplas     | USA Julie Heldman / FRA Rosie Darmon D 0-2 (5-7•0-6) | Não avançou          | Não avançou          | Não avançou          | =5.°      | [ 42 ]        |

Misto
| Atleta                                          | Modalidade | Oitavas de final                                            | Quartas de final     | Semifinal            | Final                | Colocação | Referência(s) |
| Atleta                                          | Modalidade | Adversário Resultado                                        | Adversário Resultado | Adversário Resultado | Adversário Resultado | Colocação | Referência(s) |
| ----------------------------------------------- | ---------- | ----------------------------------------------------------- | -------------------- | -------------------- | -------------------- | --------- | ------------- |
| Suzana Petersen · Massimo Di Domenico ( Itália) | duplas     | USA Herb Fitzgibbon / USA Julie Heldman D 1-2 (7-5•7-9•2-6) | Não avançou          | Não avançou          | Não avançou          | =9.°      | [ 43 ]        |

## Tênis- Torneio de exibição
Cidade do México
Feminino
| Atleta                                            | Modalidade | Oitavas de final                         | Quartas de final                                               | Semifinal                                                    | Final                | Colocação | Referência(s) |
| Atleta                                            | Modalidade | Adversário Resultado                     | Adversário Resultado                                           | Adversário Resultado                                         | Adversário Resultado | Colocação | Referência(s) |
| ------------------------------------------------- | ---------- | ---------------------------------------- | -------------------------------------------------------------- | ------------------------------------------------------------ | -------------------- | --------- | ------------- |
| Suzana Petersen                                   | simples    | MEX Patricia Montaño V 2-1 (3-6•6-1•6-4) | FRA Rosie Darmon V 2-1 (7-5•5-7•6-4)                           | USA Jane BartkowiczD 0-2 (4-6•2-6)                           | _                    | =3.°      | [ 44 ]        |
| Suzana Petersen · María Eugenia Guzmán ( Equador) | duplas     | _                                        | MEX Lourdes Góngora / MEX Patricia Montaño V 2-1 (6-4•4-6•6-1) | USA Jane Bartkowicz / USA Valerie Ziegenfuss D 0-2 (2-6•2-6) | _                    | =3.°      | [ 45 ]        |

Misto
| Atleta                                                | Modalidade | Oitavas de final     | Quartas de final                              | Semifinal                                         | Final                | Colocação | Referência(s) |
| Atleta                                                | Modalidade | Adversário Resultado | Adversário Resultado                          | Adversário Resultado                              | Adversário Resultado | Colocação | Referência(s) |
| ----------------------------------------------------- | ---------- | -------------------- | --------------------------------------------- | ------------------------------------------------- | -------------------- | --------- | ------------- |
| Suzana Petersen · Teimuraz Kakulia ( União Soviética) | duplas     | _                    | USA Herb Fitzgibbon / USA Julie Heldman V W-O | URS Vladimir Korotkov / URS Zaiga Jansone D<brO-W | _                    | =3.°      | [ 46 ]        |

## Multimedalhistas
Nesta seção listam-se os atletas brasileiros detentores de pelo menos 2 pódios Olímpicos, desde as edições pregressas, até essa edição. A ordem de classificação se segue pelos seguintes critérios:
1. Maior número de medalhas de ouro;
2. Maior número de medalhas de prata;
3. Maior número de medalhas de bronze;
4. Conquista mais antiga;
5. Esporte ou modalidade mais antiga no programa Olímpico;
6. Ordem alfabética.

| Posição | Atleta                    | Esporte        | Ouro | Prata | Bronze | Jogos          | Medalha de ouro | Medalha de prata | Medalha de bronze | Total de medalhas |
| ------- | ------------------------- | -------------- | ---- | ----- | ------ | -------------- | --------------- | ---------------- | ----------------- | ----------------- |
| 1.°     | Adhemar Ferreira da Silva | Atletismo      | 2    | 0     | 0      | Helsinque 1952 | 1               | 0                | 0                 | 2                 |
| 1.°     | Adhemar Ferreira da Silva | Atletismo      | 2    | 0     | 0      | Melbourne 1956 | 1               | 0                | 0                 | 2                 |
| 2.°     | Guilherme Paraense        | Tiro esportivo | 1    | 0     | 1      | Antuérpia 1920 | 1               | 0                | 1                 | 2                 |
| 3.°     | Afrânio da Costa          | Tiro esportivo | 0    | 1     | 1      | Antuérpia 1920 | 0               | 1                | 1                 | 2                 |
| 4.°     | Zenny Algodão             | Basquete       | 0    | 0     | 2      | Londres 1948   | 0               | 0                | 1                 | 2                 |
| 4.°     | Zenny Algodão             | Basquete       | 0    | 0     | 2      | Roma 1960      | 0               | 0                | 1                 | 2                 |
| 5.°     | Amaury Pasos              | Basquete       | 0    | 0     | 2      | Roma 1960      | 0               | 0                | 1                 | 2                 |
| 5.°     | Amaury Pasos              | Basquete       | 0    | 0     | 2      | Tóquio 1964    | 0               | 0                | 1                 | 2                 |
| 6.°     | Antonio Sucar             | Basquete       | 0    | 0     | 2      | Roma 1960      | 0               | 0                | 1                 | 2                 |
| 6.°     | Antonio Sucar             | Basquete       | 0    | 0     | 2      | Tóquio 1964    | 0               | 0                | 1                 | 2                 |
| 7.°     | Carlos Mosquito           | Basquete       | 0    | 0     | 2      | Roma 1960      | 0               | 0                | 1                 | 2                 |
| 7.°     | Carlos Mosquito           | Basquete       | 0    | 0     | 2      | Tóquio 1964    | 0               | 0                | 1                 | 2                 |
| 8.°     | Carmo Rosa Branca         | Basquete       | 0    | 0     | 2      | Roma 1960      | 0               | 0                | 1                 | 2                 |
| 8.°     | Carmo Rosa Branca         | Basquete       | 0    | 0     | 2      | Tóquio 1964    | 0               | 0                | 1                 | 2                 |
| 9.°     | Edson Bispo               | Basquete       | 0    | 0     | 2      | Roma 1960      | 0               | 0                | 1                 | 2                 |
| 9.°     | Edson Bispo               | Basquete       | 0    | 0     | 2      | Tóquio 1964    | 0               | 0                | 1                 | 2                 |
| 10.°    | Jatyr Schall              | Basquete       | 0    | 0     | 2      | Roma 1960      | 0               | 0                | 1                 | 2                 |
| 10.°    | Jatyr Schall              | Basquete       | 0    | 0     | 2      | Tóquio 1964    | 0               | 0                | 1                 | 2                 |
| 11.°    | Wlamir Marques            | Basquete       | 0    | 0     | 2      | Roma 1960      | 0               | 0                | 1                 | 2                 |
| 11.°    | Wlamir Marques            | Basquete       | 0    | 0     | 2      | Tóquio 1964    | 0               | 0                | 1                 | 2                 |

## Medalhas
| Medalha | Atleta                          | Esporte   | Modalidade             | Data       |
| ------- | ------------------------------- | --------- | ---------------------- | ---------- |
| Prata   | Nélson Prudêncio                | Atletismo | salto triplo           | 17/10/1968 |
| Bronze  | Burkhard Cordes Reinaldo Conrad | Vela      | classe flying dutchman | 21/10/1968 |
| Bronze  | Servílio de Oliveira            | Boxe      | peso mosca             | 24/10/1968 |

| Medalhas por esporte | Medalhas por esporte | Medalhas por esporte | Medalhas por esporte | Medalhas por esporte |
| Esporte              | Medalha de ouro      | Medalha de prata     | Medalha de bronze    | Total de medalhas    |
| -------------------- | -------------------- | -------------------- | -------------------- | -------------------- |
| Atletismo            | 0                    | 1                    | 0                    | 1                    |
| Vela                 | 0                    | 0                    | 1                    | 1                    |
| Boxe                 | 0                    | 0                    | 1                    | 1                    |
| Total                | 0                    | 1                    | 2                    | 3                    |

## Medalhas de Exibição
| Medalha | Atleta                                             | Esporte | Modalidade       | Data       |
| ------- | -------------------------------------------------- | ------- | ---------------- | ---------- |
| Bronze  | Suzana Petersen                                    | Tênis   | simples feminino | 25/10/1968 |
| Bronze  | Suzana Petersen María Eugenia Guzmán (Equador)     | Tênis   | duplas femininas | 25/10/1968 |
| Bronze  | Suzana Petersen Teimuraz Kakulia (União Soviética) | Tênis   | duplas mistas    | 25/10/1968 |

| Medalhas por esporte de exibição | Medalhas por esporte de exibição | Medalhas por esporte de exibição | Medalhas por esporte de exibição | Medalhas por esporte de exibição |
| Esporte                          | Medalha de ouro                  | Medalha de prata                 | Medalha de bronze                | Total de medalhas                |
| -------------------------------- | -------------------------------- | -------------------------------- | -------------------------------- | -------------------------------- |
| Tênis                            | 0                                | 0                                | 3                                | 3                                |
| Total                            | 0                                | 0                                | 3                                | 3                                |